# Томмі Мо
Томас Свен Мо (англ. Thomas Sven  Moe) — американський гірськолижник, спеціаліст зі швидкісних дисциплін олімпійський чемпіон та медаліст.
Золоту олімпійську медаль та звання олімпійського чемпіона Мо здобув на Ліллегаммерській олімпіаді 1994 року, вигравши змагання зі швидкісного спуску. Крім того він був другим в супергігантському слаломі. За походженням Мо — норвежець, тому мав багато вболівальників у Ліллегаммері. 
Крім олімпійського успіху Мо мав одну перемогу на етапах кубка світу (у супергіганті). Він завершив кар'єру гірськолижника в 28 років після Олімпіади  в Нагано. 

## Зовнішні посилання
- Досьє на сайті Міжнародної федерації лижних видів спорту [Архівовано 5 березня 2016 у Wayback Machine.]

## Виноски
1. ↑  Lillehammer 1994 Official Report (PDF). Lillehammer Olympiske Organisasjonskomité. LA84 Foundation. 1994. Архів оригіналу (PDF) за 12 вересня 2016. Процитовано 20 листопада 2013.
2. ↑  Alpine Skiing at the 1994 Lillehammer Winter Games: Men's Downhill. Sports Reference. Архів оригіналу за 17 квітня 2020. Процитовано 28 березня 2018.